# Гамалеевка (Оренбургская область)
Гамалеевка — село в Сорочинском городском округе Оренбургской области России.

## География
Село находится в западной части Оренбургской области, в пределах возвышенности Общий Сырт, в степной зоне, на правом берегу реки Самары, на расстоянии примерно 21 километра (по прямой) к юго-востоку от города Сорочинска, административного центра района. Абсолютная высота — 128 метров над уровнем моря.
Часовой пояс
Село Гамалеевка, как и вся Оренбургская область, находится в часовой зоне МСК+2. Смещение применяемого времени относительно UTC составляет +5:00.

## История
До 1 июня 2015 года являлось центром ныне упразднённого Гамалеевского сельсовета.

## Население
| 2010 |
| ---- |
| 958  |

Половой состав
По данным Всероссийской переписи населения 2010 года в половой структуре населения мужчины составляли 46,1 %, женщины — соответственно 53,9 %.
Национальный состав
Согласно результатам переписи 2002 года, в национальной структуре населения русские составляли 94 % из 1046 чел.